# Ненад Јакшић
Ненад Јакшић (Врање, 12. октобар 1965) бивши је југословенски и српски фудбалер.

## Каријера
Прве фудбалске кораке је направио у локалном клубу Динамо Врање. Афирмисао се у дресу нишког Радничког. Првотимац Нишлија је постао у јесен 1987. године. Остао је у клубу до 1992. године. Након тога је играо прво на Кипру, за АЕК из Лимасола и Омонију. Потом у Грчкој за друголигаше Јањину, Верију, Каркиру и Михњону. По повратку у Србију шест месеци игра за Лозницу, а потом и за АИК из Бачке Тополе.
Био је у саставу југословенске репрезентације на Летњим олимпијским играма у Сеулу 1988. године.